# Verein zur Verzögerung der Zeit

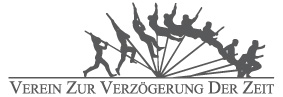
Vereinslogo

Der Verein zur Verzögerung der Zeit wurde 1990 von dem österreichischen Professor Peter Heintel (1940–2018) gegründet und hat derzeit etwa 700 Mitglieder – vorwiegend im deutschsprachigen Raum. Heintel sah in der Vereinsgründung einen Ansatz, einen reflektierten Umgang mit Zeit auf kollektiver Basis anzuregen und neue, partizipative Formen des Umgangs mit dem Phänomen Zeit anzustreben. Die Mitglieder verpflichten sich laut Satzung dazu „innezuhalten und nachzudenken dort, wo blinder Aktionismus und partikuläre Interessen Scheinlösungen produzieren.“
Der Verein ist im österreichischen Vereinsregister eingetragen, versteht sich aber vorwiegend als eine Bewegung und ein Netzwerk von Menschen, denen der angemessene Umgang mit Zeit ein Anliegen ist. Mitglieder und Interessierte tauschen sich bei den jährlich stattfindenden Symposien aus, engagieren sich in regionalen Gruppen, planen gemeinsam Projekte und setzen diese um. Das hauptamtlich besetzte Vereinsbüro in Klagenfurt beantwortet Medienanfragen, vermittelt Experten und vernetzt den Verein mit anderen wissenschaftlichen, kulturellen und gesellschaftlichen Initiativen und gab bis 2016 mehrfach jährlich eine Vereinszeitschrift heraus.
Viele Mitglieder sehen den Verein nach eigenen Angaben als einen hilfreichen Rückhalt an. Sie sind dort mit ihrem Umgang mit Zeit nicht allein. Andere forschen zum Thema Zeit, wollen einen Austausch, der über den „small-talk über diese schnelllebige Zeit“ hinausgeht. Der Vereinsname ist nach eigenen Angaben provokant gemeint und will darauf hinweisen, dass die Menschen sich oft nicht genug Zeit nehmen, „reife“ Entscheidungen zu treffen und deshalb die Zeit häufig mit selbstverursachtem Krisenmanagement verbringen. Ein weiterer Schwerpunkt des Vereins sind deshalb sogenannte „Paradoxe Interventionen im öffentlichen Raum“, mit denen der Verein in inszenierten Kunstaktionen Menschen zur Reflexion einlädt.
Der gemeinnützige und außerparteiliche Verein ist an die Fakultät für Interdisziplinäre Forschung und Fortbildung (IFF) der Alpen-Adria-Universität Klagenfurt angegliedert und hat Landesvertretungen auch in Deutschland und der Schweiz.